# UCI World Ranking
A UCI World Ranking – individual e por nações – é um sistema de pontos utilizado pela UCI para classificar aos ciclistas a partir do ano 2016, considera-se os resultados obtidos em todos os eventos do calendário (UCI WorldTour, Circuitos Continentais da UCI, Mundiais de Ciclismo em Estrada, Jogos Olímpicos, Campeonatos nacionais e continentais) ao longo das 52 semanas prévias, que se vão actualizando.

## História
A partir do ano 1984 criou-se o Ranking UCI com o termo de ranking FICP. Tratava-se de uma classificação anual que tão só se mostrava com a finalização da temporada ciclista.
Este sistema de pontuação manteve-se como único ranking até o ano 2000 quando a criação do UCI Pro Tour (e as suas seguintes denominações UCI WorldTour) e dos Circuitos Continentais da UCI, o sistema passou a um nível inferior até que no ano 2005 esta classificação desapareceu até 2016 que voltou-se a recuperar.
A partir da temporada 2016, depois de um período de consultas e debate interno, voltou-se a elaborar um ranking conjunto de todas as competições (UCI WorldTour e Circuitos Continentais da UCI) no chamado UCI World Ranking. Para este novo sistema têm-se em conta os resultados das últimas 52 semanas de acordo com o sistema "rolling" mesmo sistema que o Ranking ATP e Ranking WTA de tênis. Este novo ranking tenta reflectir todas as actuações desportivas dos corredores, e não simplesmente as de um circuito específico.
Enquanto em 2016 coexistiram duas escalas diferentes para calcular o UCI World Ranking e o UCI WorldTour, a partir do ano 2017 só aplicará a escala UCI World Ranking para todos os ciclistas associados à UCI, incluídos aqueles que não são parte de uma equipa UCI WorldTeam.
Também o UCI WorldTour por nações foi deixado de lado para implementar o UCI World Ranking por nações, que coroará ao melhor país sobre a base de todos os resultados do calendário internacional.
Com esta modificação, a UCI espera melhores prestações de todos os membros da cada equipa e não só de uns poucos.

## Classificações actuais
| #  | Ciclista             | Equipa                  | Pontos  | Ant. | Mov.    |
| -- | -------------------- | ----------------------- | ------- | ---- | ------- |
| 1  | Tadej Pogačar        | UAE Team Emirates       | 5363    | 1    | Estável |
| 2  | Wout van Aert        | Team Jumbo–Visma        | 4382    | 2    | Estável |
| 3  | Primož Roglič        | Team Jumbo–Visma        | 3924    | 3    | Estável |
| 4  | Julian Alaphilippe   | Deceuninck–Quick-Step   | 3114.67 | 4    | Estável |
| 5  | Sonny Colbrelli      | Team Bahrain Victorious | 2553    | 6    | 1       |
| 6  | Mathieu van der Poel | Alpecin-Fenix           | 2467    | 7    | 1       |
| 7  | Egan Bernal          | Ineos Grenadiers        | 2441    | 5    | 2       |
| 8  | Alejandro Valverde   | Movistar Team           | 2316    | 8    | Estável |
| 9  | Adam Yates           | Ineos Grenadiers        | 2251    | 9    | Estável |
| 10 | João Almeida         | Deceuninck–Quick-Step   | 2219    | 10   | Estável |

| #  | Equipa                             | Pontos | Ant. | Mov.    |
| -- | ---------------------------------- | ------ | ---- | ------- |
| 1  | UAE Team Emirates                  | 1071   | 1    | Estável |
| 2  | Arkéa Samsic                       | 1054   | 3    | Aumento |
| 3  | Bora-Hansgrohe                     | 772    | 5    | Aumento |
| 4  | Movistar Team                      | 737    | 2    | Baixa   |
| 5  | Intermarché-Wanty-Gobert Matériaux | 669    |      | Aumento |
| 6  | Lotto-Soudal                       | 667    | 4    | Baixa   |
| 7  | Quick-Step Alpha Vinyl             | 628    | 9    | Aumento |
| 8  | Israel-Premier Tech                | 541    |      | Aumento |
| 9  | Cofidis                            | 463    | 6    | Baixa   |
| 10 | Ineos Grenadiers                   | 457    | 7    | Baixa   |

| #  | País          | Pontos   | Ant. | Mov.    |
| -- | ------------- | -------- | ---- | ------- |
| 1  | Bélgica       | 14592.33 | 1    | Estável |
| 2  | Eslovênia     | 12036    | 2    | Estável |
| 3  | França        | 11379.67 | 3    | Estável |
| 4  | Itália        | 11116    | 4    | Estável |
| 5  | Reino Unido   | 10084.6  | 5    | Estável |
| 6  | Países Baixos | 9762.66  | 6    | Estável |
| 7  | Espanha       | 8240.13  | 7    | Estável |
| 8  | Dinamarca     | 8228.6   | 8    | Estável |
| 9  | Austrália     | 7151.66  | 9    | Estável |
| 10 | Colômbia      | 7145     | 10   | Estável |

## Ranking no final de cada ano
| Ano                          | 1º                                | 1º          | 2º                                       | 2º          | 3º                                          | 3º          |
| ---------------------------- | --------------------------------- | ----------- | ---------------------------------------- | ----------- | ------------------------------------------- | ----------- |
| 2022                         | Tadej Pogačar UAE Team Emirates   | 5131 pts    | Wout van Aert Team Jumbo–Visma           | 4525 pts    | Remco Evenepoel Quick-Step Alpha Vinyl Team | 4402.5 pts  |
| 2021                         | Tadej Pogačar UAE Team Emirates   | 5363 pts    | Wout van Aert Team Jumbo–Visma           | 4382 pts    | Primož Roglič Team Jumbo–Visma              | 3924 pts    |
| 2020                         | Primož Roglič Team Jumbo–Visma    | 4237 pts    | Tadej Pogačar UAE Team Emirates          | 3055 pts    | Wout van Aert Team Jumbo–Visma              | 2700 pts    |
| 2019                         | Primož Roglič Team Jumbo–Visma    | 4705.28 pts | Julian Alaphilippe Deceuninck–Quick-Step | 3569.95 pts | Jakob Fuglsang Astana                       | 3472.5 pts  |
| 2018                         | Alejandro Valverde Movistar Team  | 4168 pts    | Simon Yates Mitchelton–Scott             | 3160 pts    | Elia Viviani Quick-Step Floors              | 3106 pts    |
| 2017                         | Greg Van Avermaet BMC Racing Team | 4148 pts    | Chris Froome Team Sky                    | 3692 pts    | Peter Sagan Bora–Hansgrohe                  | 3344 pts    |
| 2016                         | Peter Sagan Tinkoff               | 5359 pts    | Chris Froome Team Sky                    | 3771 pts    | Greg Van Avermaet BMC Racing Team           | 3711.25 pts |
| 2011-2015 ver UCI World Tour |                                   |             |                                          |             |                                             |             |
| 2010                         | Joaquim Rodriguez Team Katusha    | 561 pts     | Philippe Gilbert Omega Pharma-Lotto      | 437 pts     | Luis León Sánchez Caisse d'Epargne          | 413 pts     |
| 2009                         | Alberto Contador Astana           | 527 pts     | Alejandro Valverde Caisse d'Epargne      | 483 pts     | Samuel Sánchez Euskaltel-Euskadi            | 357 pts     |

| Ano  | 1º      | 1º           | 2º        | 2º           | 3º            | 3º           |
| ---- | ------- | ------------ | --------- | ------------ | ------------- | ------------ |
| 2022 | Bélgica | 17901.5 pts  | Espanha   | 11845.5 pts  | França        | 11774 pts    |
| 2021 | Bélgica | 14289.33 pts | Eslovênia | 11983 pts    | França        | 11536.67 pts |
| 2020 | França  | 9542.83 pts  | Eslovênia | 8824 pts     | Bélgica       | 8530 pts     |
| 2019 | Bélgica | 13491.09 pts | Itália    | 11747.48 pts | Países Baixos | 11388.14 pts |
| 2018 | Bélgica | 14502.02 pts | França    | 13628.12 pts | Itália        | 12142.76 pts |
| 2017 | Bélgica | 14600 pts    | Itália    | 13938 pts    | França        | 12123 pts    |
| 2016 | França  | 13007 pts    | Bélgica   | 12483.25 pts | Itália        | 11922 pts    |

## Sistema de classificação
Na actualidade, o sistema de classificação UCI World Ranking individual atribui pontos aos primeiros 60 ciclistas que ao final de uma corrida ou etapa cheguem à meta, estas unidades de pontos aplica para o UCI World Ranking e o UCI WorldTour, diferença notável dos 20 que eram premiados até 2016.
Para a classificação UCI World Ranking por equipas faz-se a somatória de todos os pontos de todos os integrantes de um equipa ciclista, enquanto até 2016, só contavam os primeiros cinco.
| Ranking                       | Resumo |
| ----------------------------- | --- |
| UCI World Ranking Individual  | Este sistema de classificação calcula-se sobre as 52 semanas de competição, as classificações actualizam-se a cada segundas-feiras. O ranking ao final do ano calendário utilizar-se-á para outorgar um vencedor anual. A diferença dos sistemas de classificação anteriores, esta classificação mundial incluirá a <en>todos</en> os ciclistas masculinos incluindo até os ciclistas Sub-23. Os pontos serão outorgados em todas as corridas desde o nível UCI WorldTour até as corridas 1.2 e 2.2.                                    |
| UCI World Ranking por equipas | Isto se baseia na somatória de todos os pontos obtidos por todos os integrantes de uma equipa, contribuindo a uma classificação geral por equipas que se premeia a final de ano. |
| UCI World Ranking por nações  | Isto se baseia no ranking continental, os oito melhores ciclistas contribuem a sua classificação geral das nações. |
| UCI WorldTour Ranking         | Este é o ranking UCI WorldTour de ciclistas, equipas e nações que participam nos eventos da UCI WorldTour. Só os ciclistas que fazem parte de uma UCI WorldTeam obtêm pontos nas corridas UCI WorldTour e somassem para o ranking. |
| Continental Ranking           | Isto é uns sub-conjuntos de classificações dos Circuitos Continentais da UCI que se compõem de pontos conseguidos em corridas que não são do World Tour (isto é, UCI Europe Tour, UCI Asia Tour, UCI Africa Tour, UCI America Tour, UCI Oceania Tour) para todos os ciclistas, equipas e nações. Isto permitirá, por tanto, que um corredor apareça em mais de um ranking, por exemplo, um ciclista que ganhou uma corrida na Europa e uma etapa em América acumularia pontos para os rankings do UCI Europe Tour e o UCI America Tour. |

## Resumo de pontuação
A seguinte tabela resume as novas classificações, como se marcam pontos para eles e como se escalam os pontos. Para obter informação mais detalhada, consulte as resoluções oficiais ao final deste artigo.

### Individual
|       | UCI WorldTour  | UCI WorldTour                 | UCI WorldTour   | UCI WorldTour   | Circuitos Continentais da UCI | Circuitos Continentais da UCI | Circuitos Continentais da UCI | Circuitos Continentais da UCI | Circuitos Continentais da UCI | Circuitos Continentais da UCI |
| Pos.  | Tour de France | Giro d'Italia Volta a Espanha | Eventos maiores | Eventos menores | 1.hc 2.hc                     | 1.1 2.1                       | 1.2 2.2                       | 1.2U 2.2U                     | Ncup                          | Ncup Tour de l'Avenir         |
| 1     | 1000           | 850                           | 500             | 400             | 200                           | 125                           | 40                            | 30                            | 70                            | 140                           |
| 2     | 800            | 680                           | 400             | 320             | 150                           | 85                            | 30                            | 25                            | 55                            | 110                           |
| 3     | 675            | 575                           | 325             | 260             | 125                           | 70                            | 25                            | 20                            | 40                            | 80                            |
| 4     | 575            | 460                           | 275             | 220             | 100                           | 60                            | 20                            | 15                            | 30                            | 60                            |
| 5     | 475            | 380                           | 225             | 180             | 85                            | 50                            | 15                            | 10                            | 25                            | 50                            |
| 6     | 400            | 320                           | 175             | 140             | 70                            | 40                            | 10                            | 5                             | 20                            | 40                            |
| 7     | 325            | 260                           | 150             | 120             | 60                            | 35                            | 5                             | 3                             | 15                            | 30                            |
| 8     | 275            | 220                           | 125             | 100             | 50                            | 30                            | 3                             | 1                             | 10                            | 20                            |
| 9     | 225            | 180                           | 100             | 80              | 40                            | 25                            | 3                             | 1                             | 5                             | 10                            |
| 10    | 175            | 140                           | 85              | 68              | 35                            | 20                            | 3                             | 1                             | 3                             | 6                             |
| 11    | 150            | 120                           | 70              | 56              | 30                            | 15                            |                               |                               |                               | 3                             |
| 12    | 125            | 100                           | 60              | 48              | 25                            | 10                            |                               |                               |                               | 3                             |
| 13    | 105            | 84                            | 50              | 40              | 20                            | 5                             |                               |                               |                               | 3                             |
| 14    | 85             | 68                            | 40              | 32              | 15                            | 5                             |                               |                               |                               | 3                             |
| 15    | 75             | 60                            | 35              | 28              | 10                            | 5                             |                               |                               |                               | 3                             |
| 16    | 70             | 56                            | 30              | 24              | 5                             | 3                             |                               |                               |                               | 1                             |
| 17    | 65             | 52                            | 30              | 24              | 5                             | 3                             |                               |                               |                               | 1                             |
| 18    | 60             | 48                            | 30              | 24              | 5                             | 3                             |                               |                               |                               | 1                             |
| 19    | 55             | 44                            | 30              | 24              | 5                             | 3                             |                               |                               |                               | 1                             |
| 20    | 50             | 40                            | 30              | 24              | 5                             | 3                             |                               |                               |                               | 1                             |
| 21    | 40             | 32                            | 20              | 16              | 5                             | 3                             |                               |                               |                               |                               |
| 22    | 40             | 32                            | 20              | 16              | 5                             | 3                             |                               |                               |                               |                               |
| 23    | 40             | 32                            | 20              | 16              | 5                             | 3                             |                               |                               |                               |                               |
| 24    | 40             | 32                            | 20              | 16              | 5                             | 3                             |                               |                               |                               |                               |
| 25    | 40             | 32                            | 20              | 16              | 5                             | 3                             |                               |                               |                               |                               |
| 26    | 30             | 24                            | 20              | 16              | 5                             |                               |                               |                               |                               |                               |
| 28    | 30             | 24                            | 20              | 16              | 5                             |                               |                               |                               |                               |                               |
| 29    | 30             | 24                            | 20              | 16              | 5                             |                               |                               |                               |                               |                               |
| 30    | 30             | 24                            | 20              | 16              | 5                             |                               |                               |                               |                               |                               |
| 31–40 | 25             | 20                            | 10              | 8               | 3                             |                               |                               |                               |                               |                               |
| 41–50 | 20             | 16                            | 10              | 8               |                               |                               |                               |                               |                               |                               |
| 51–55 | 15             | 12                            | 5               | 4               |                               |                               |                               |                               |                               |                               |
| 56–60 | 10             | 8                             | 3               | 2               |                               |                               |                               |                               |                               |                               |

Classificação para prólogos e etapas
|      | UCI WorldTour  | UCI WorldTour                 | UCI WorldTour   | UCI WorldTour   | Circuitos Continentais da UCI | Circuitos Continentais da UCI | Circuitos Continentais da UCI | Circuitos Continentais da UCI | Circuitos Continentais da UCI | Circuitos Continentais da UCI |
| Pos. | Tour de France | Giro d'Italia Volta a Espanha | Eventos maiores | Eventos menores | 1.hc 2.hc                     | 1.1 2.1                       | 1.2 2.2                       | 1.2U 2.2u                     | Ncup                          | Ncup Tour de l'Avenir         |
| 1    | 120            | 100                           | 60              | 50              | 20                            | 14                            | 7                             | 3                             | 12                            | 15                            |
| 2    | 50             | 40                            | 25              | 20              | 10                            | 5                             | 3                             | 1                             | 8                             | 9                             |
| 3    | 25             | 20                            | 10              | 8               | 5                             | 3                             | 1                             |                               | 4                             | 5                             |
| 4    | 15             | 12                            |                 |                 |                               |                               |                               |                               |                               |                               |
| 5    | 5              | 4                             |                 |                 |                               |                               |                               |                               |                               |                               |

Classificações finais secundárias (Pontos e Montanha) em Grandes Voltas
| Pos. | Tour de France | Giro d'Italia Volta a Espanha |
| ---- | -------------- | ----------------------------- |
| 1    | 120            | 100                           |
| 2    | 50             | 40                            |
| 3    | 25             | 20                            |

Portador da t-shirt do líder
|         | UCI WorldTour  | UCI WorldTour                 | UCI WorldTour   | UCI WorldTour   | Circuitos Continentais da UCI | Circuitos Continentais da UCI | Circuitos Continentais da UCI | Circuitos Continentais da UCI | Circuitos Continentais da UCI | Circuitos Continentais da UCI |
| Pos.    | Tour de France | Giro d'Italia Volta a Espanha | Eventos maiores | Eventos menores | 1.hc 2.hc                     | 1.1 2.1                       | 1.2 2.2                       | 1.2U 2.2U                     | Ncup                          | Ncup Tour de l'Avenir         |
| Por dia | 25             | 20                            | 10              | 8               | 5                             | 3                             | 1                             | 1                             | 1                             | 2                             |

Nota: Os pontos ganhados nas etapas são somados no último dia da prova, quando se actualizam os pontos de toda a corrida, e as etapas contrarrelógio por equipas não dão pontos.

### Outros eventos
|       | Campeonato Mundial Jogos Olímpicos | Campeonato Mundial Jogos Olímpicos | Campeonato Mundial Sub-23 | Campeonato Mundial Sub-23 | Campeonatos Continentais | Campeonatos Continentais | Campeonatos Continentais Sub-23 | Campeonatos Continentais Sub-23 | Campeonatos Nacionais | Campeonatos Nacionais | Campeonatos Nacionais | Campeonatos Nacionais |
| Pos.  | Estrada                            | Contrarrelógio                     | Estrada                   | Contrarrelógio            | Estrada                  | Contrarrelógio           | Estrada                         | Contrarrelógio                  | Estrada-A             | Contrarrelógio-A      | Estrada-B             | Contrarrelógio-B      |
| 1     | 600                                | 350                                | 200                       | 125                       | 250                      | 70                       | 125                             | 50                              | 100                   | 50                    | 50                    | 25                    |
| 2     | 475                                | 250                                | 150                       | 85                        | 200                      | 55                       | 85                              | 30                              | 75                    | 30                    | 30                    | 15                    |
| 3     | 400                                | 200                                | 125                       | 70                        | 150                      | 40                       | 70                              | 20                              | 60                    | 20                    | 20                    | 10                    |
| 4     | 325                                | 150                                | 100                       | 60                        | 125                      | 30                       | 60                              | 15                              | 50                    | 15                    | 15                    | 5                     |
| 5     | 275                                | 125                                | 85                        | 50                        | 100                      | 25                       | 50                              | 10                              | 40                    | 10                    | 10                    | 3                     |
| 6     | 225                                | 100                                | 70                        | 40                        | 90                       | 20                       | 40                              | 5                               | 30                    | 5                     | 5                     |                       |
| 7     | 175                                | 85                                 | 60                        | 35                        | 80                       | 15                       | 35                              | 3                               | 20                    | 3                     | 3                     |                       |
| 8     | 150                                | 70                                 | 50                        | 30                        | 70                       | 10                       | 30                              |                                 |                       |                       |                       |                       |
| 9     | 125                                | 60                                 | 40                        | 25                        | 60                       | 5                        | 25                              |                                 |                       |                       |                       |                       |
| 10    | 100                                | 50                                 | 35                        | 15                        | 50                       | 3                        | 20                              |                                 |                       |                       |                       |                       |
| 11    | 85                                 | 40                                 | 30                        | 10                        | 40                       |                          |                                 |                                 |                       |                       |                       |                       |
| 12    | 70                                 | 30                                 | 25                        | 48                        | 35                       |                          |                                 |                                 |                       |                       |                       |                       |
| 13    | 60                                 | 25                                 | 20                        | 5                         | 30                       |                          |                                 |                                 |                       |                       |                       |                       |
| 14    | 50                                 | 20                                 | 15                        | 5                         | 25                       |                          |                                 |                                 |                       |                       |                       |                       |
| 15    | 40                                 | 15                                 | 10                        | 5                         | 20                       |                          |                                 |                                 |                       |                       |                       |                       |
| 16    | 35                                 | 10                                 | 5 (Pos 16-30)             | 3                         | 5                        |                          |                                 |                                 |                       |                       |                       |                       |
| 17    | 30                                 | 5                                  | 3 (Pos 31-40)             | 3                         | 5                        |                          |                                 |                                 |                       |                       |                       |                       |
| 18    | 30                                 | 5                                  |                           | 3                         | 5                        |                          |                                 |                                 |                       |                       |                       |                       |
| 19    | 30                                 | 5                                  |                           | 3                         | 5                        |                          |                                 |                                 |                       |                       |                       |                       |
| 20    | 30                                 | 5                                  |                           | 3                         | 5                        |                          |                                 |                                 |                       |                       |                       |                       |
| 21    | 30                                 |                                    |                           |                           |                          |                          |                                 |                                 |                       |                       |                       |                       |
| 22–31 | 20                                 |                                    |                           |                           |                          |                          |                                 |                                 |                       |                       |                       |                       |
| 32–50 | 10                                 |                                    |                           |                           |                          |                          |                                 |                                 |                       |                       |                       |                       |
| 51–55 | 5                                  |                                    |                           |                           |                          |                          |                                 |                                 |                       |                       |                       |                       |
| 56–60 | 3                                  |                                    |                           |                           |                          |                          |                                 |                                 |                       |                       |                       |                       |

Campeonatos mundiais de ciclismo contrarrelógio por equipas
| Pos.  | Contrarrelógio |
| ----- | -------------- |
| 1     | 500            |
| 2     | 400            |
| 3     | 325            |
| 4     | 275            |
| 5     | 225            |
| 6     | 175            |
| 7     | 150            |
| 8     | 125            |
| 9     | 100            |
| 10    | 85             |
| 11    | 70             |
| 12    | 60             |
| 13–15 | 50             |
| 16–20 | 30             |
| 21–25 | 25             |

Fonte: Modificações dos Regulamentos UCI a partir de 01.01.2017